# Milje, Koroška
Milje ali Milštat (nemško Millstatt am See, do junija 2012 Milstatt)  je trška občina s 3462 prebivalci (1. januarja 2023 ) v okrožju Špital ob Dravi na Koroškem. Stoletja je bila zgodovina občine povezana z Milštatskim samostanom, ki je obstajal od konca 11. stoletja. Od 17. stoletja do ukinitve leta 1773 je imel veliko posesti v regiji in je pomembno vplival na njen razvoj. V zadnji tretjini 19. stoletju so se Milje v le nekaj desetletjih spremenile v značilno turistično središče, poletni turizem pa je še vedno najpomembnejši gospodarski dejavnik v občini ob Miljskem jezeru.
Milje so zakonsko priznano klimatsko zdravilišče.

## Geografija
Milje ležijo na severni obali Miljskega jezera na jugozahodu Nokov, ki so del Krških Alp. Medtem ko so kraji Lechnerschaft, Milje, Pesenthein in Dellach ob Milštatski cesti B 98 neposredno na obali jezera na okoli 600 m nadmorske višine, se večina drugih krajev nahaja višji planoti na nadmorski višini okoli 260 m višje, Milštatska gora, ki leži ob vznožju Milštatskih Alp.

### Struktura občine
Trška občina je razdeljena na štiri katastrske občine: Lubno (Laubendorf), Mače (Matzelsdorf), Milje in Zgorne Milje (Obermillstatt). Občini Milje in Zgorne Milje, ki sta bili ločeni leta 1889, sta bili 1. januarja 1973 ločeni od katastrske občine Grosek (Großegg) in kraja Starfach in januarja 1973 ponovno združila v eno občino z 18 kraji. Občini trenutno pripadajo naslednja mesta (število prebivalcev v oklepaju na dan 1. januar 2023 ):
| KO Lubno (nemško Laubendorf) | KO Mače (nemško Matzelsdorf)            | KO Milje (nemško Millstatt)    | KO Zgorne Milje (nemško Obermillstatt) |
| ---------------------------- | --------------------------------------- | ------------------------------ | -------------------------------------- |
| Gosrinje (Gössering) (51)    | Dole ob Miljskem jezeru (Dellach) (188) | Großdombra (180)               | Goriče (Görtschach) (98)               |
| Hohengaß (28)                | Mače (Matzelsdorf) (176)                | Kleindombra (93)               | Grantsch (67)                          |
| Lubno (Laubendorf) (189)     | Pesenthein am Millstätter See (87)      | Lechnerschaft (53)             | Lammersdorf (174)                      |
| Öttern (12)                  | Sappl (254)                             | Milje (Millstatt am See) (904) | Zgorno Milje (Obermillstatt) (590)     |
| Schwaigerschaft (140)        |                                         |                                |                                        |
| Tschierweg (178)             |                                         |                                |                                        |

### Podnebje
Koroška leži v zmernem podnebnem pasu srednje Evrope, glavni alpski greben pa je jasen vremenski razvodnik. Podnebje je zaradi lege na jugu, reliefa in drugih lokalnih razmer močno spremenjeno, tako da je strukturirano v zelo majhnem obsegu. Padavine sledijo srednjeevropskemu vzorcu z minimumi padavin pozimi in maksimumi poleti. Padavine poleti se pogosto pojavljajo kot močan dež, zlasti med nevihtami. Kotlinska lega, ki je odprta proti jugu in zaščitena pred severnimi vetrovi, ima za posledico več sončnih ur na Miljskem jezeru kot drugod na Zgornjem Koroškem.

## Zgodovina

### Prva poselitev
Najstarejši sledovi poselitve na današnjem območju občine so bili najdeni na Milštatski gori pri Lammersdorfu (Schanzkogel) in Sapplu; kažejo na neolitsko naselbino (okoli 2000 pr.n. št.). Okoli leta 500 pr. n. št. so regijo naselila Keltska plemena, ki so bila od 1. stoletja pr.n.št. pod vplivom Rimljanov od leta 15 pr. n. št. pa pod njihovo zasedbo. Izkopavanja dokazujejo njihovo poselitveno dejavnost na obali Miljskega jezera.
Na območju Lubnega (Laubendorfa) so odkrili temelje zgodnjekrščanske cerkve, ki je bila uničena okoli leta 600 našega štetja. V tem času so se Slovani naselili v Dravski dolini in drugih regijah današnje Koroške in verjetno tudi ob Miljskem jezeru. Po prej slovanski kneževini Karantaniji se je sredi 8. stoletja, ko je prišla pod bavarsko in kasneje frankovsko suverenost, začelo pokristjanjevanje dežele predvsem iz novoustanovljene salzburške škofije. Z misijonarji so v regijo prišli tudi bavarski naseljenci in se ustalili. Obstajajo dokazi o prvi cerkvi v kraju Milje okoli leta 800. Po legendi naj bi okoli leta 800 Milje ustanovil karantanski vojvoda Domicijan, ki je po spreobrnjenju v krščansko vero dal v jezero vreči tisoč poganskih kipov malikov (latinsko mille statuae ). Okrog leta 950 je kralj Oton I. podelil Dolino jezer (Seetal) rodbini Ariboncev, bavarski plemiški družini, ki je dala območje okoli jezera očistiti in poseliti.

### Izvor imena
Izpeljava imena kraja iz mille statuae velja za zastarelo. Kraj je bil prvič omenjen v dokumentih med letoma 1065 in 1075 kot Milistat, kasneje (1122) kot Milstat, pri čemer je Milsstatt najverjetnejše ime za lokacijo na Milsu. Ime potoka Mils izhaja iz predslovanskega "Melisa", kar pomeni "gorski potok" ali "hribovski potok". To je verjetno Riegenbach, ki se izliva v jezero v Milju. Podobnost imen med Milje in Zgorne Milje je izjemna, še posebej, ker imajo precej manjša razpršena naselja na tem območju različna krajevna imena. Po eni strani je to lahko povezano s prevlado Milštatskega samostana, za katerega je bil Zgornji Milštat neposredno poljedelsko zaledje. Po drugi strani pa obstajajo tudi razmisleki, ali je bil Milistat, prvič omenjen v listini leta 1070, prvotno ime starejšega kraja v bližini Zgornih Milj in se je od tam »preselil« v dolino. Rečna imena so med najstarejšimi zabeleženimi imeni. Glavno ime Milj verjetno izhaja iz keltskih časov in se nanaša na lokacijo na Milsu, kar bi lahko pomenilo tudi Zgornemiljski potok. To je še posebej primerno za obratovanje mlina, saj je bil njegov vodni tok vedno mogoče regulirati (zavarovati pred poplavami). Stojalo za keramični vrč iz kulture Laugen-Melaun iz pozne bronaste dobe (ok. 13. – 11. st. pr.n.št.) z grobišča Zgorne Milje je najstarejša sled tamkajšnje poselitve. Iz tega obdobja je tudi žara, ki so jo našli pri nekdanji gostilni Fastian v sosednjem Lammersdorfu.

### Milštatska opatija
Benediktinski samostan Millštat je bil ustanovljen okoli leta 1070 in pripadajoča kolegijska cerkev je bila zgrajena v romanskem slogu. Ustanovitelj, bavarski palatinski grof Aribo II ., je novoustanovljenemu samostanu podaril veliko območje, ki je segalo od Jezernice (Seeboden) do prelaza Turracher Höhe. Menihi se niso ukvarjali le z ribištvom in poljedelstvom, vključno s pivovarstvom in vinogradništvom, ampak so ustanovili tudi šolo za kiparstvo, slikanje in pisanje. Zaslužni so bili tudi za čiščenje nekaterih tedaj še gosto gozdnatih stranskih dolin, kjer so nastala nadaljnja naselja. Samostan štiri stoletja ni bil samo duhovno središče, ampak je izvajal tudi sodstvo.
V obdobju med letoma 1070 in 1469 so štiri plemiške družine zaporedoma izvajale odvetniške pravice nad samostanom: Goriški grofje, Ortenburški, Celjski in končno Habsburžani. Slednji so leta 1469 po fazi slabega upravljanja ukinil benediktinsko opatijo. Namesto njih je cesar Friderik III. ustanovil viteški red sv. Jurija, da bi se zoperstavil nevarnosti vdirajočih Turkov, in predal samostan in njehovo posest. Poleti 1478 se je roparska turška četa iz Špitala pomikala proti Rajhenavu (Reichenau) mimo samostana. Vendar zgleda, da večjega uničenja ni bilo. Vitezi svetega Jurija so ob starem, napol porušenem samostanskem poslopju zgradili nov, dobro utrjen verski grad, da bi bili oboroženi pred turškimi napadi. Iz tega obdobja so še danes ohranjeni štirje stolpi, grad vitezov svetega Jurija in grad velikega mojstra (slednji je danes Lindenhof) ter ostanki obrambnega obzidja. Red je po smrti cesarja Maksimilijana I. postopoma izgubljal vpliv in dokončno razpadel.
V teku reformacijskega gibanja v 16. stoletju je velik del prebivalstva na območjih, ki so pripadala samostanu, pa tudi na ostalem Koroškem postal protestantski. Da bi se temu zoperstavil, je vladar Notranje Avstrije, ki je takrat vključevala Koroško, in pozneje cesar Ferdinand II. leta 1598 samostan z vsem posestvom izročil jezuitom. Imeli so nalogo uveljaviti protireformacijo v prostoru, kar so pod grožnjo visokih kazni, vključno z razlastitvijo in izgonom, v naslednjih desetletjih izvajali s polno močjo. Ker je red od prebivalstva zahteval tudi visoke davke (desetine in tlako), je leta 1737 prišlo do oborožene vstaje kmetov, ki pa je bila zatrta. Ko je papež Klemen XIV. 21. julija 1773 ukinil  jezuitski red  se je Milštatsko jezuitsko gospostvo končalo.
Po ukinitvi reda je država zaplenila samostansko posest, jo dala pod nadzor družbe državnega študijskega sklada, za katerega jo je upravljal kameralni oskrbnik. Župnijo in cerkev so 12. aprila 1775 vključili v Krško škofijo.

### Trg Milje (Milštat)
Vsakoletna posvetitev kolegijske cerkve je že v visokem srednjem veku v Milje pripeljala velik dotok tujih obiskovalcev in trgovcev. Z odlokom z dne 14. aprila 1310 je salzburški nadškof Konrad IV. združil župnijske praznike posameznih kapelic z župnijskim praznikom na dan svetega Luke (18. oktober); Od takrat naprej je bil praznik svetega Luke edini tržni dan v Milju do leta 1561. Verjetno so bili Miljski cerkveni sejmi zelo priljubljeni že približno 250 let, preden so bili združeni v sejem na dan sv. Luke. Vendar pa ime Miljski "sejem" izvira izpred 15. stoletja, kar sicer ni mogoče dokazati, a iz več dokumentov je razvidno, da kraj ni bil več le vas in da je pred letom 1500, očitno pred prihodom vitezov sv. Jurija, moral imeti trško ureditev z županom, svetom in trškim sodnikom.
Razpustitev samostana in prevzem Milštata s strani države sta povzročila majhne gospodarske spremembe za prebivalstvo. Poskusi obnovitve tedenskega trga očitno niso uspeli. Za leti 1794/96 je le dokumentirano, da so poleg treh tradicionalnih sejmov v torek po sredopolnem postu, na Jurjevo in Lukovo, dodali še sejem ob treh kraljih.
Milštatska živinska tržnica na spodnjem trgu je bila običajno dobro obiskana. Leta 1896 so poročali o precej šibkejšem trgovanju. Pripeljali so pet bikov, 224 volov, 95 krav in 26 telet. Trgovci so prihajali iz Tirolske in Salzburga. Naslednja živinska tržnica je bila le mesec dni kasneje.

### Francozi prinesli svobodo
Politično je bila Zgornja Koroška po napoleonskih vojnah z mirom v Schönbrunnu leta 1809 kot Koroški departma prideljen francoskim Ilirskim provincam, ki pa so prenehale leta 1814 s koncem Napoleonove vladavine. Dežela je bila  vrnjena v last Habsburžanov, ki so jo dodelili Kraljevini Iliriji. Po francoski vladavini na čelu občine ni bil več župan, temveč trški sodnik, ki ga je imenoval državni okrajni komisar. Prva izmera zemljišč na tem območju je bila izvedena v dvajsetih letih 19. stoletja v okviru dela na franciscejskem katastru, katerega cilj je bil ustvariti enotno in pravično osnovo za pobiranje nepremičninskih davkov. Francoska doba je postopoma povzročila razpad starih podložniških oziroma graščinskih gospoščinskih razmerij.
Z revolucijo 1848/49 in spremljajočo osvoboditvijo kmetov se je kameralno gospostvo končalo. Leta 1848 so tudi kmetje na Miljski gori z odpravo tlačanstva postali svobodni državljani. Druga posledica revolucije leta 1848 je bila uvedba lokalne samouprave, ki je davčnim in katastrskim občinam omogočila združitev z drugimi v krajevno občino z izvoljenim županom. Krajevna občina Milje, ustanovljena leta 1850, je poleg trga Milje s 647 prebivalci vključevala še podeželske katastrske občine Grosek (Großegg), Lubno (Laubendorf), Zgornje Milje (Obermillstatt) in Mače (Matzelsdorf) s skupno 1.088 prebivalci.
Leta 1889 so se Zgorne Milje (Obermillstatt), Lubno (Laubendorf) in Mače (Matzelsdorf) ponovno ločili in združili v občino Zgorne Milje; Šele leta 1973 so bila ta mesta ponovno vključena v trško občino Milštat.

### Preoblikovanje v turistično naselje
Verjetno prvi opis v potopisni literaturi najdemo pri dunajskem alpinistu in uradniku dvorne komore Josefu Kyselaku (1798–1831), ki je leta 1825 na svojem avstrijskem pohodu šel tudi skozi Millstatt.  Z radovedneži je našel razpadlo mesto: »Tržnica Milštat ne nadoknadi izgubljenega sijaja v svojih revnih hišicah, ki so kot neka sreča trajale le trenutek! Manj verjetno je, da bi nekdo pozabil na neumen način, da bi tujim popotnikom dovolili, da tukaj raziskujejo trgovine in potne liste.«
V drugi polovici 19. stoletja se je Milštat začel odpirati turizmu, ki ga je spodbudila izgradnja južne železnice Maribor – Beljak – Špital – Franzensfeste leta 1873.  Prva letovišča ob jezeru (Trebsche) in gostilne (npr. pri Burgstallerju) so bile zgrajene v tem času, plemiči in bogati meščani pa so si zgradili vile na obali jezera. Konec julija 1890 so bili popolnoma zasedeni. Večkrat se je zgodilo, da so se morali neznanci, ki so prihajali, takoj obrniti nazaj, ker zanje niso našli prav nobene nastanitve. Leta 1894 je Milštat imel 519 prebivalcev, 13 gostiln in 320 sob za goste. Dunajski odvetnik Aleksander Pupovac je dal južni trakt nekdanje redovne palače preurediti v hotel, ki so ga kot »Lindenhof« slovesno odprli 15. junija 1901. V turističnih vodnikih in brošurah s konca 19. stoletja so še posebej priporočali pohode do vasi Miljska gora in na Miljske Alpe. Skozi sotesko je priljubljena pot vodila do slapov Herzog in Rautfeldbauer. Priljubljena je bila tudi »Hochweg« do Rainer-Hube, podeželske gostilne, ki je kasneje postala osnovna šola Zgornega Milja. O prvih turističnih prenočitvah v nekdanji občini poročajo iz Dol (Dellacha) leta 1900.
Leta 1921 je Milštat uradno postal zdravilišče. Da bi gostom ponudili pridih zdravilišča, so v sezoni od 1929 do 1933 najeli 25-člansko zdraviliško godbo, ki je vsak dan nastopala v glasbenem paviljonu na obalni promenadi. Od leta 1929 dalje so se pod vodstvom župana Arthurja Ritterja von Przyborskega začela dela na izboljšanju ulic, izgradnji teniških igrišč, razširitvi bazena za 42 kabin in izgradnji stolpa za skoke v vodo (odprt leta 1931).

### Velika gospodarska kriza
Izguba prve svetovne vojne s koncem monarhije je imela velik gospodarski učinek. V letih 1921/22 je zaradi velike inflacije gotovina postala brez vrednosti. Leta 1925 so krone pretvorili v šilinge. Vrhunec svetovne gospodarske krize v Avstriji je bil bankrot največje banke Creditanstalt poleti 1931. Jeseni je Heimwehr poskušal z državnim udarom prevzeti oblast v Avstriji. Glede na to nestabilno situacijo so 24. aprila 1932 v nekaterih zveznih deželah potekale državne in lokalne volitve, na katerih je NSDAP močno zmagala na račun Velikonemške ljudske stranke in Landbunda. V primerjavi z Avstrijo je NSDAP na Koroškem dosegla največje uspehe ne le v mestih, ampak tudi na podeželju. Leta 1930 je bila NSDAP šele 3. v Avstriji %. V Milštatu je dosegla 9,2 %, to je bil 1 od 16 mandatov.
Nacistična propaganda je bila močna in mnogi so ji verjeli. Zaradi gospodarske krize je bilo v turističnem naselju Milštat vedno manj gostov. Učinki na industrijo in trg dela so bili ustrezni. Predvsem mladi moški so pod vtisom brezposelnosti videli odrešitev v nacionalsocializmu. Obstajajo poročila o dolgotrajno brezposelnih, ki so leta delali za kmete brez plačila samo zato, da bi jim priskrbeli hrano, in se zaradi tega počutili izkoriščane. Toda kmetom tudi gospodarsko ni šlo posebej dobro in nacionalsocialisti so jih zvabili z obljubami, kot so popolni odpis dolgov, subvencije (domači šiling), odkup presežka živine in druge gospodarske prednosti skupnega velikonemškega rajha.
Po vzpostavitvi partijskih struktur, ki so bile legalne do leta 1933, so izbruhnili gospodarski bojkoti. Nacisti so se morali izogibati domoljubnim poslovnežem ali kmetom in jim škodovati, če je bilo mogoče. Da bi ustrezno podžgali privržence, so potekala tajna nočna srečanja, o katerih so poročali tudi na območju Milštata. Ker NSDAP ni imela dostopa do ustreznih človeških virov pri izbiri osebja, ni bila selektivna. Kriminalci bi zlahka naredili kariero. SA Sturmführer za Milštat je bil prej že petkrat obsojen, njegov namestnik pa je imel tri obsodbe zaradi hude goljufije.

### "Rjavi teror" in julijski puč
V začetku leta 1933 je v Nemčiji na oblast prišel Adolf Hitler, kar je močno okrepilo vnemo avstrijskih nacionalsocialistov. Marca 1933 je krščanskosocialni kancler Engelbert Dollfuß preprečil ponoven sestanek parlamenta in to izkoristil za izvedbo državnega udara za vzpostavitev korporativne države. Nacistična teroristična dejanja so se množično povečala, kar je vodilo do tega, da je Dollfußov režim junija 1933 prepovedal NSDAP. Do leta 1938 je po vsej Avstriji zaradi terorja nezakonite NSDAP umrlo okoli 800 ljudi, od tega 164 med julijskim pučem, 636 pa jih je bilo resno ranjenih ali utrpelo veliko materialno škodo.
Najkasneje po prepovedi tisoč mark, ki jo je nacistična Nemčija uvedla leta 1933, da bi škodila avstrijskemu turizmu, so gospodarske težave močno občutili tudi prebivalci Milštata. Le redki Nemci so bili pripravljeni plačati to štartnino, ki v današnjem denarju znaša okoli 4000 evrov.
Od maja 1934 naprej so na območju okoli Miljskega jezera potekali spopadi med strankarskimi formacijami in aretacije privržencev NSDAP. Po besedah sodobnih prič je bilo politično delovanje nacistov v skupnosti Zgorne Milje v zgodnjih tridesetih letih prejšnjega stoletja razmeroma neškodljivo. Na vidnih mestih v gozdu so bili grafiti s svastiko, zastave s svastiko ali ognji v obliki svastike, ki so goreli v gorah na Mirnocku, Goldecku ali Gmeinecku.
V noči na 29. junij 1934 je prišlo do prve resnejše gmotne škode zaradi ukradenega razstreliva iz tovarne magnezita Radenče. Da bi ustrahovali politične nasprotnike, so privrženci zdaj prepovedane NSDAP razstrelili novozgrajeno hišo Stefana Steurerja, tovarniškega delavca, ki je bil zaposlen pri državni korporaciji, v Dolah. Iste noči se je zgodil doslej največji napad na Koroškem, razstrelitev velikega železnega mostu Lieser pri Jezernici, ki je območje Milštatskega jezera začasno odrezal od dostopa do železnice. Napad na dunajski hitri vlak pri Vrbskem jezeru ni uspel. Obe akciji sta bili usmerjeni posebej v oškodovanje domačega turizma.
Slab mesec pozneje, med 25. in 30. julijem 1934, je prišlo do obsežnega poskusa državnega udara nacionalsocialistov. Domneva se, da je bil pobudnik Hitler osebno. Na Dunaju so esesovci, preoblečeni v vojake zvezne vojske in policiste, napadli urad zveznega kanclerja in RAVAG ter izsilili lažno poročilo na radiu, kar je bil dogovorjeni znak, da naj bi nacionalsocialisti po vsej Avstriji začeli z »uporom«. . V naslednjih dneh so predvsem na Štajerskem in Koroškem včasih potekali hudi boji med nacionalsocialisti in oboroženimi silami zvezne vlade, oboroženimi silami, policijo, žandarmerijo in samostojno delujočimi enotami »vladi lojalnih« vojaških združenj, Heimwehr. V tistih dneh so bile mobilizirane tudi prostovoljne brambovske enote, kot je Ostmärkische Sturmscharen. 
Tako kot po vsej Koroški so tudi v Milštatu potekali boji. 27. julija ob štirih zjutraj je okoli petdeset do zob oboroženih nacističnih pučistov prišlo na ulico iz Radenč, odprlo ogenj in zajelo dva Milštatska žandarja in pet Brambovcev, ki so jim nasprotovali.  S sireno so obvestili druge naciste, ki so čakali na puč, in osvobodili Milštatovce in Zgorne Milštatovce, ki so bili od bombnih napadov zaprti v ječi občine. Ob pol petih je prišlo iz Špitala prvih 20 alpskih lovcev zvezne vojske, osvobojeni žandarji in šukovci. Po pripovedovanju sodobnih prič pučisti niso bili organizirani in so pobegnili v gozdove vzhodno od mesta. Niso si upali napasti, čeprav je zdaj naraslo njehovo število na okoli 300 ljudi iz okolice ter Kirchheimerja in okoliških dolin ter nato bežali skozi gozdove. Skupaj so umrli en alpski lovec in dva domobranca. Državni udar je bil do 30. julija zatrt po vsej Avstriji. Približno 4000 nacionalsocialistom so sodila vojaška sodišča, 13 jih je bilo usmrčenih, mnogi pa so bili poslani v taborišča. Šest ljudi iz občine Zgorne Milje (vključno m.dr. en kmet, nekvalificirani delavec, dva kmetijska delavca) so bili deportirani v taborišče Wöllersdorf v Spodnji Avstriji in tam v ujetništvu približno šest mesecev.  Bogatejši nacisti, npr. B. Wirtshaussohne, pobegnil v nemški rajh na Bavarsko k avstrijski legiji.
Propad turizma zaradi političnih bojev v letih 1933 in 1934 je povzročil, da je občina Milštat z vsemi svojimi podjetji bankrotirala in jo dala pod prisilno upravo celovške hipotekarne družbe, katere lokalni izvršitelj je bil Josef Pleikner.

### "Aneksija" in vojna
Z aneksijo Avstrije leta 1938 je postalo mogoče odkrito razglasiti podporo nacionalsocializmu. Tu in tam so bile na hišah narisane že od daleč vidne svastike. 18. avgusta so bili fantje, rojeni leta 1917, vpoklicani na srednjo šolo v Radenčah, da bi služili v nemškem Wehrmachtu. Sodelovanje v ustreznih frontnih organizacijah, kot so Hitlerjeva mladina, Sturmabteilung, Združenje nemških deklet ali lokalno združenje kmetov, je postalo obvezno. Tudi tu poročajo o običajnih nacističnih prepovedih, kot je poslušanje tujih radijskih postaj, kot je BBC, ali obiskovanje verouka. Oboje je bilo opravljeno z ustreznimi varnostnimi ukrepi. Medtem ko so nekateri upali, da bodo končno dobili delo, so drugi videli tudi priložnost, da povečajo svoje premoženje z deportacijo tistih, ki niso bili v skladu s sistemom. V občini sicer ni znanih posebnih nacističnih karier. Tam so bili militantni voditelji Hitlerjugenda, nekateri pripadniki SA in tudi prostovoljci SS. Razočaranje je kmalu prišlo za vse. Redko katera družina v drugi svetovni vojni ni utrpela žrtev. Večina moških na tem območju je bila vpoklicana na Balkan.
Samo občinsko območje ni bilo prizadeto zaradi vojnih dogodkov. Sodobne priče poročajo le o tem, da so britanske ali ameriške bombniške enote preletavale območje in bombardirale železnico v Dravski dolini ter mestih Beljak in Celovec.
Med vojno so bila poleg zelo šibkega turizma uradno odrejena bivališča. Soseska, ki se nahaja neposredno v Milju, je bila hiša na vhodu v sotesko. Na območju je bilo postavljenih več otroških deportacijskih taborišč za okoli 500 otrok iz bombardiranih družin iz Berlina. V Zgornem Milju je bilo zgrajeno delovno taborišče Reicha (RAD taborišče 4/224). Tam je bilo v povprečju od 40 do 50 žena, ki so morale opravljati kmetijska dela za tamkajšnje kmete. Nova osnovna šola je bila zgrajena leta 1977 na mestu nekdanjega taborišča. Občina Milje je med okupacijo padla pod britansko upravo. Poveljstvo je bilo na gradu Heroldeck . Za namestitev vojakov so bile pridobljene tudi druge vile v Milju. Lokalno prebivalstvo je moralo dostavljati hrano za oskrbo vojakov. Sodobne priče še vedno poročajo o britanskih vajah na današnji zvezni avtocesti in slikajo splošno pozitivno sliko o Angležih, ki so vedno znova delili hrano. V iskanju skritih ali mimoidočih nacistov na begu so Britanci večkrat prečesali Miljsko goro in se občasno z džipi pripeljali do Miljskih  Alp.

### Od masovnega turizma do zdravilišča
V letih » gospodarskega čudeža « iz šestdesetih let 20. stoletja je Miljsko jezero doživelo izjemen razcvet turizma, predvsem s strani zahodnonemških organizatorjev potovanj, individualnih popotnikov in kampistov. Negativni učinki množičnega turizma na okolje in kulturo so bili sprva prezrti. Spuščanje odpadne vode iz gospodinjstev in industrije (tovarna magnezita Radenče) v jezero je že leta 1955 povzročilo porast plavajočih alg in posledično rast plevela in alg. Povprečna globina vidljivosti se je do vrhunca evtrofikacije leta 1972 zmanjšala s 6 na 2 metra. Pojav bordo krvnih alg je povzročil spektakularno "cvetenje vode". Poleti 1972 je kopališče skorajda zastalo. Takrat je po vodi križarilo »okrog sedemdeset« glasnih zasebnih motornih čolnov.  Razširitev kanalizacijskega sistema ob  Miljskem jezeru je privedla do postopnega izboljšanja. Od leta 2004 je biomasa alg ponovno na nizki ravni  .
Število prenočitev v občinah ob jezeru je doseglo vrh pri 850.000 okoli leta 1980, padalo do konca devetdesetih let prejšnjega stoletja in od takrat ostalo stabilno pri približno 320.000. Približno 85 % pripisujejo poletnemu turizmu.
Ime trga je bilo 1. julija 2012 spremenjeno v "Millstatt am See." 

### Naravne nesreče
- 1201: 4. junija je potres z epicentrom v Jezernici stresel Zgornjo Koroško. [26]

- 1288: Po velikem požaru, ki naj bi se zgodil med letoma 1288 in 1290, je bila pod vodstvom opata Otona IV. leta 1291 prezidana samostanska stavba v Milju.
- 1348: V zvezi z škodo, ki jo je povzročil močan potres v Furlaniji leta 1348, v katerem se je med drugim sprožil zemeljski plaz Dobrač, iz Milja ne poročajo o škodi. Takrat pa so verjetno povsem zaprli zahod pod cerkvenima stolpoma in zmanjšali obočno odprtino v severni veži.
- 1690: Močan potres s popotresnimi sunki, ki so trajali skoraj tri tedne, je bil odločilen dogodek za jezuitsko gospostvo v Millstattu.

- 1904: 14. julija je močno deževje povzročilo hudourniške nanose blata in peska, ki so zahtevali več kot 14 dni čiščenja.[27]

## Prebivalstvo
Potem ko je število prebivalcev v prvih desetletjih turizma od leta 1860 vztrajno naraščalo na okoli 2000, je v prvi polovici 20. stoletja ostalo enako. V petdesetih letih med 1951 in 2001 se je število prebivalcev povečalo le za 19 %.

### Religija
V Miljah 75,1 % prebivalcev pripada rimskokatoliški cerkvi in 16,6 % protestantski cerkvi; 0,6 % islamski veri in 5,5 % prebivalcev je brez verskega prepričanja.
Redna katoliška bogoslužja potekajo v župnijskih cerkvah v Milštatskem samostanu in v Zgornem Milju. Vsakega 13. v mesecu od maja do oktobra poteka fatimsko romanje v romarsko cerkev v Mačah (Matzelsdorf). Vsako leto na Telovo se ob severovzhodni obali jezera odvija še posebej slikovita morska procesija na ladjah in čolnih, v kateri tradicionalno sodelujejo tudi vitezi sv. Jurija.
Protestantski verniki obhajajo svoje bogoslužje v poletnih mesecih v kapeli Maria Loretto pri kolegijski cerkvi, sicer pa v evangeličanski cerkvi v Unterhausu (občina Seboden).

## Kultura in znamenitosti
- Milštatski samostan z nekdanjo kolegialno in sedanjo župnijsko cerkvijo sv. Odrešenika in vseh svetih
- Milštatski križni hodnik v samostanu in muzej opatije Milštat
- Katoliška župnijska cerkev Zgorne Milje sv. Janeza Krstnika: Cerkev je prvič omenjena v listinah ob ustanovitvi samostana. Današnjo podobo je dobila ob prenovi leta 1614.
- Kalvarijska kapela, ki se nahaja nad mestom Milje, je stavba, ki je bila zgrajena okoli leta 1700 v baročnem slogu in je odprta spredaj. Na oltarni steni je izrezljana skupina križanih z razbojnikoma ter Marijo in Janezom pred naslikano pokrajino.
- Med letoma 1879 in 1920 so plemiči iz avstrijskega cesarstva v Milju zgradili številne vile v vilhelminskem slogu kot poletne rezidence. Ti še danes oblikujejo mestno podobo. Posebej je označenih 20 ogledov vrednih hiš ob pohodni poti po vilah.[28]

- Domicijanov spomenik je 4.20 m visoka skulptura Italijana Giorgia Igneja. Stoji na ploščadi v jezeru pred Schillerjevim parkom. Dve dodatni predstavitvi Domicijana se nahajata v niši hiše Burgstaller na trgu v Milju in v gasilskem domu Prostovoljnega gasilskega društva Milje.

- Notranje dvorišče samostana
- Župnijska cerkev Zgorne Milje
- Vila Verdin
- Domicijanov spomenik
- Vodnjak na trgu viteza Jurija
- Pogled na jezero z novim kopališčem na levi

### Muzeji
- Muzej Milštatskega samostana dokumentira zgodovino mesta Milje z umetniškimi deli iz rimskega in zgodnjekrščanskega obdobja ter iz obdobja romanike, gotike, renesanse in baroka. Posebnost je temnica iz 16. stoletja, ki jo je mogoče videti z ohranjenimi zidnimi napisi zapornikov. Muzej rožnega venca, ki se prav tako nahaja v samostanskem poslopju, prikazuje rožne vence in druge molitvenike z vsega sveta, pa tudi molitvenike, kipce in ikone.

### Župan
- od 2021 Alexander Thoma [29]